# Joseph Frans Lescrauwaet

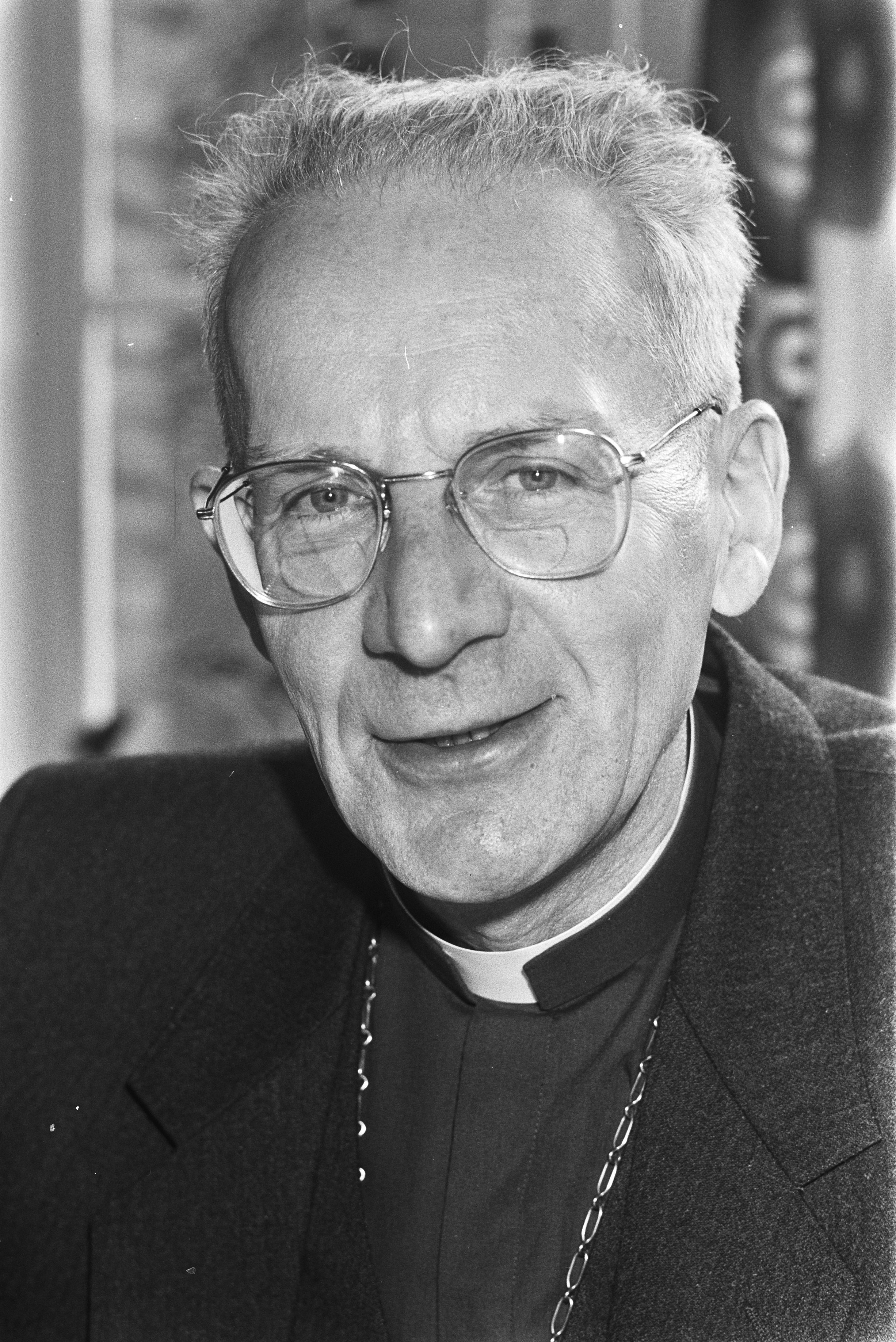
Bischof Joseph Frans Lescrauwaet (1984)

Joseph „Jos“ Frans Lescrauwaet MSC (* 19. Juni 1923 in Amsterdam; † 19. November 2013 in Tilburg) war ein niederländischer Ordensgeistlicher, römisch-katholischer Weihbischof in Haarlem und Großprior des Ritterordens vom Heiligen Grab zu Jerusalem.

## Leben
Joseph Frans Lescrauwaet trat der Ordensgemeinschaft der Herz-Jesu-Missionare bei und empfing am 12. September 1948 die Priesterweihe. 1957 wurde er mit einer Arbeit über die liturgische Bewegung unter der Niederländisch-Reformierten Kirche in ökumenischer Perspektive zum Dr. theol. promoviert. Ab 1957 war er Professor für Systematische Theologie und Ökumenische Theologie, zunächst an der Fakultät für katholische Theologie der Universität Tilburg (1967–1978) und später an der KU Leuven (1978–1984). Zudem war er Professor am Großen Seminar der Missionare vom Heiligsten Herzen.
1976 war er einer der ersten Redakteure der neugegründeten Zeitschrift „Communio“. Lescrauwaet war 1979 Sekretär des Sonderbeauftragten der Bischofssynode für die Niederlande.
Papst Johannes Paul II. ernannte ihn am 19. Oktober 1983 zum Weihbischof in Haarlem und Titularbischof von Turres Concordiae. Der Bischof von Haarlem, Hendrik Joseph Alois Bomers CM, spendete ihm am 14. Januar des nächsten Jahres die Bischofsweihe; Mitkonsekratoren waren Hubertus Cornelis Antonius Ernst, Bischof von Breda, und Johannes Antonius de Kok OFM, Weihbischof in Utrecht. Er war zudem Generalvikar des Bistums.
Am 22. März 1995 gab Papst Johannes Paul II. seinem vorzeitigen Ruhestandsgesuch statt. Er war bis 2001 Spiritual und Lehrer am Sint Janscentrum, dem Priesterseminar des Bistums ’s-Hertogenbosch.
1986 wurde er von Kardinal-Großmeister Maximilien Kardinal de Fürstenberg zum Großoffizier des Ritterordens vom Heiligen Grab zu Jerusalem ernannt und in die niederländische Statthalterei investiert. Er war Großprior der Niederländischen Statthalterei des Ritterordens vom Heiligen Grab zu Jerusalem.

## Ehrungen
- Mitglied der Internationalen Theologenkommission
- Offizier des Ordens von Oranien-Nassau (2001)